# Gabriela Rodríguez Ramírez
Gabriela Rodríguez Ramírez (Ciudad de México, 8 de octubre de 1953), citada comúnmente cómo Gabriela Rodríguez, es una psicóloga educativa, antropóloga social, investigadora, escritora y política mexicana. Desde el 7 de febrero de 2020 es la secretaria general del Consejo Nacional de Población.
Se graduó como psicóloga en 1979, en la Universidad Nacional Autónoma de México y obtuvo la maestría en antropología social en la Escuela Nacional de Antropología e Historia (ENAH) en el 2001.
Fue diputada en la Asamblea Constituyente de la Ciudad de México; en ésta subrayó que se respetara el derecho de las mujeres a decidir sobre su cuerpo. En 2018 la jefa de gobierno electa Claudia Sheinbaum la nombró para formar parte de su gabinete como próxima secretaria de Mujeres.
Ha publicado 15 libros y 40 artículos académicos y de divulgación, de los cuales destaca la edición del Consejo de Población: “La noche se hizo para los hombres”, estudio sobre género y cortejo entre jóvenes rurales, “Hijo de tigre... pintito” para padres de familia de la SEP y “Género y educación de sexual integral” para la SEP. Es productora ejecutiva de 19 películas de educación sexual y dos series de radio. Desde 1999 publica una columna sobre política sexual en el periódico mexicano La Jornada.

## Biografía
Obtuvo la licenciatura en psicología educativa en la Universidad Nacional Autónoma de México y la maestría en antropología social por la Escuela Nacional de Antropología e Historia. Durante 10 años estuvo al frente de Mexfam; posteriormente, creó una organización civil llamada Afluentes, S.C., de la cual fue directora. En esta, realizó investigaciones sobre género, el embarazo y sexualidad en adolescentes.
Fue coordinadora del Departamento de Educación del Programa Nacional de Educación Sexual en el Consejo Nacional de Población (Conapo), consultora del Population Council, de la Oficina Regional para América Latina y el Caribe; ha coordinado talleres internacionales en Brasil, Panamá, Perú, Nicaragua, Colombia, Chile, Guatemala y Kenia, y ha dado consultorías a diferentes instituciones y organizaciones civiles.[cita requerida]
Ha participado con la Secretaría de Mujeres del partido Morena en la Ciudad de México como ponente, en el evento Por una maternidad libre y voluntaria y en el programa de radio de esta misma secretaría Morena Mujeres Trabajando.

## Distinciones
- Premio Rosa Cisneros, La mejor producción de cine 1987. Otorgado por la Federación Internacional para la Planificación de la Familia (IPPF), Región del Hemisferio Occidental. Película "Con las manos en los bolsillos".
- El Mirlo, El mejor libro para adolescentes. Otorgado por la Feria del libro de Munich, Alemania 1989. Libro "Sexualidad lo que todo adolescente debe saber" SITESA.
- Premio Mundial de Medios, la mejor serie de radio. Otorgado por The Population Institute, Turquía, 1992. Radio serie "Estrenando Cuerpo", SEP/Radio Educación.
- Mención Honorífica por el Trabajo de Tesis para optar por el grado de Maestría en Antropología Social “Sexualidad en el Cortejo: contrastes de Género y generacionales” otorgado por la Escuela Nacional de Antropología e Historia, agosto del 2000.
- Medalla Omecíhuatl otorgado por el Instituto de las Mujeres del Distrito Federal, por su trabajo en derechos de las mujeres.

## Familia
Es hermana de la actriz, activista y senadora Jesusa Rodríguez y de la compositora Marcela Rodríguez Ramírez.[cita requerida]